# Фонтамильяс, Джером
Джером Эрл Фонтамильяс (англ. Jerome Earl Fontamillas), родился 20 июня 1967 года на Филиппинах  — гитарист, клавишник и вокалист альтернативной рок-группы Switchfoot. Происходит из филиппино-американской семьи.

## Биография
Во время обучения в Академии Монтеррей Бей (1988) Джером играл вместе с Юро Кханом (англ. Jyro Xhan), Реем Тонгпо и Вилсоном Перальтой. Ими был записан демо-альбом Wish Fifteen. Была сформирована группа Mortal Wish, переименованная в 1992 году просто в Mortal. С 1995 по 1999 годы играл вместе с Юро в группе Fold Zandura.
В 2000 году, бросив работу, присоединяется к путешествующим в это время Switchfoot после выпуска их третьего альбома, Learning to Breathe. Его первым альбомом, записанным в составе Switchfoot, стал The Beautiful Letdown (2003). В то же время Джером и Юро на некоторое время воссоединяются для создания нового альбома группы Mortal — Nu-En-Jin.
С декабря 2005 года женат на Кристине.